# Hoogland (Amersfoort)
Hoogland est un village situé dans la commune néerlandaise d'Amersfoort, dans la province d'Utrecht. Le 1er janvier 2006, le village comptait 10 587 habitants.

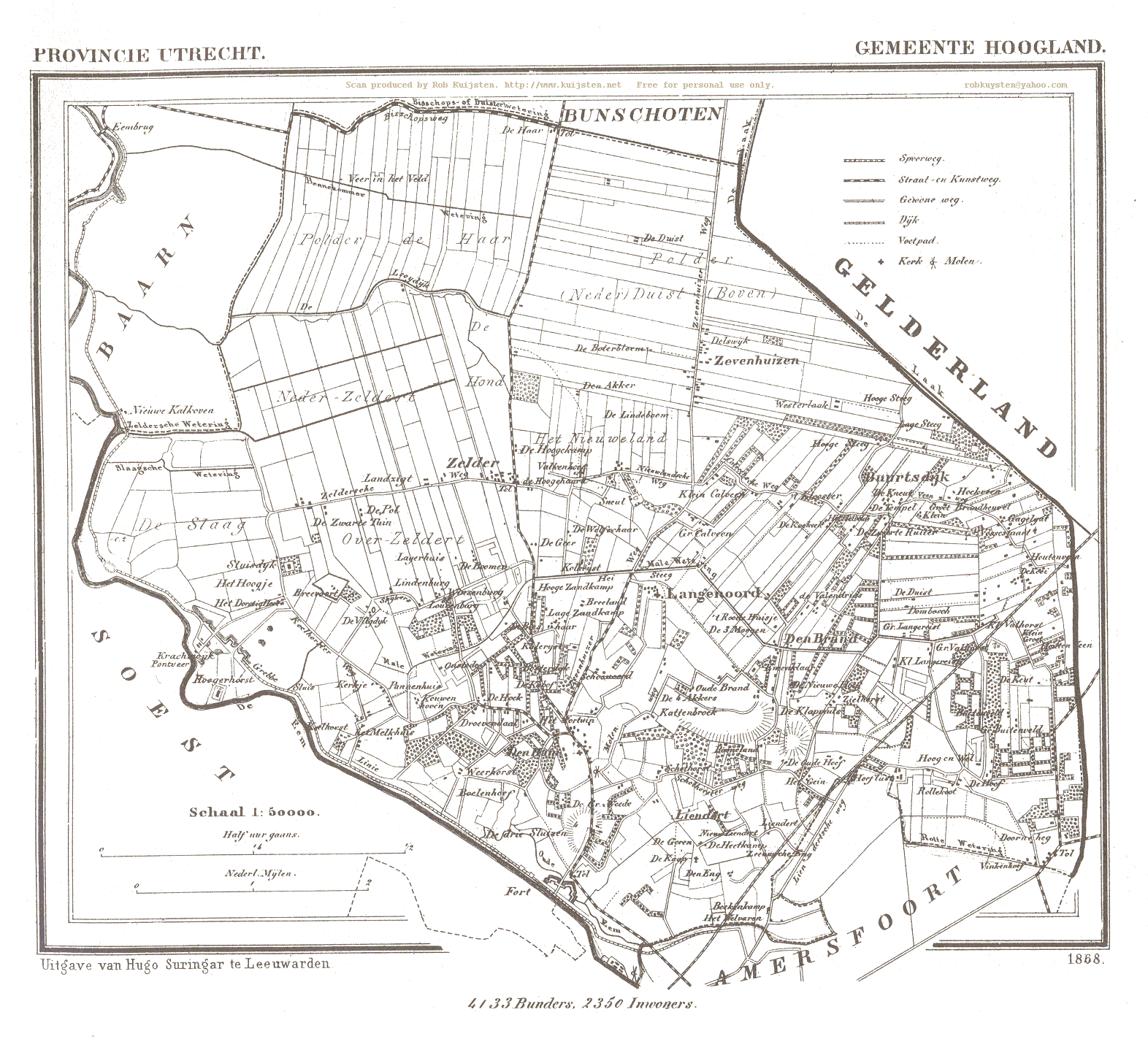
Commune de Hoogland en 1868

Jusqu'au 1er janvier 1974, date de son rattachement à Amersfoort, Hoogland était une commune indépendante. En 1857, Hoogland absorbe la commune de Duist.